# Anna Cederbaum
Anna Cederbaum, född 1684, död 1752, var en svensk godsägare och donator. 
Hon var dotter till Peter Baumans (f. 1670, d. 1708) och Maria Lindebohm (f. 1678, d. 1747) och gift med krigskommissarien Anders Nilsson (f. 1670, d. 1747), adlad Cederflycht. Hon separerade från maken och "förvaltade och förkovrade själv med karlavulen kraft" godsen Ankarsrums bruk och Helgerum, som hon ärvt efter sin morfar. Hon donerade den förmögenhet hon ärvde som änka 1747 till olika stiftelser. 